# 滇羊茅
滇羊茅（学名：Festuca yunnanensis），为禾本科羊茅属下的一个植物种。种加词 yunnanensis 意为“云南的”。